# نینیتا
نینیتا (به لاتین: Nenita) یک منطقهٔ مسکونی در یونان است که در خیوس واقع شده‌است.